# Иранские железные дороги

Карта железнодорожной сети Ирана

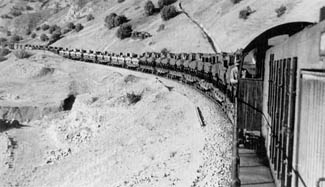
Транс-иранская железная дорога, 1940-е годы

Иранские железные дороги (перс. شركت راه آهن جمهوری اسلامی ایران‎) — государственная компания-эксплуатант железнодорожной сети в Исламской Республике Иран.
Первая железнодорожная линия на паровой тяге была открыта в Иране в 1914 году между Тебризом и Джульфой на границе с Российской империей. В 1916 году появилась железная дорога в Систане. Трансиранская железная дорога была запущена в 1939 году. Она соединила каспийский порт Торкеман с городом Шапур (сегодня — Бендер-Хомейни) на берегу Персидского залива. По этой дороге поступала помощь Советскому Союзу по ленд-лизу во время Великой Отечественной войны.
Заместитель министра дорог и городского развития Исламской Республики Иран, председатель совета директоров и президент Иранских железных дорог доктор — Мохсен Пурсейед Агайи.

## Характеристики
- Протяжённость путей: 13 200 км (2019 год)
  - Электрифицированы: 194 км (Тебриз-Джульфа (1979)[1], Тебриз-Азаршахр (2012)[2])
- Ширина колеи: 1435 мм
  - В приграничных с Азербайджаном районах — 1520 мм
  - В приграничных с Пакистаном районах — 1676 мм
- Количество локомотивов: 565
- Количество пассажирских вагонов: 1 192
- Количество грузовых вагонов: 16 330
- Используемая сцепка: СА-3 советского производства, совмещённая с винтовой стяжкой и буферами. СА-3 используется на грузовых вагонах, винтовая стяжка на пассажирских, у локомотивов сцепка совмещённая. Так как основной грузооборот Ирана по железной дороге приходится на страны бывшего СССР, использование совместимой автосцепки заметно упрощает работу с вагонным парком колеи 1520 мм, позволяя обойтись лишь заменой тележек, но не сцепок.

## История
| Участок                                          | Длина, км | Годы постройки |
| ------------------------------------------------ | --------- | -------------- |
| Тебриз — Джульфа (граница с Российской империей) | 148       | 1912—1916      |
| Захедан — Мирджаве (граница с Пакистаном)        | 94        | 1920—1921      |
| Тегеран — Бендер-Торкеман                        | 461       | 1928—1938      |
| Тегеран — Бендер-Хомейни                         | 928       | 1928—1939      |
| Ахваз — Хорремшехр                               | 121       | 1942—1943      |
| Сарбандар — Мешхер                               | 12        | 1950—1951      |
| Гермсар — Мешхед                                 | 812       | 1938—1958      |
| Тегеран — Тебриз                                 | 736       | 1939—1959      |
| Горган — Бендер-Торкеман                         | 35        | 1960—1961      |
| Тебриз — граница с Турцией                       | 192       | 1912—1971      |
| Кум — Зеренд                                     | 847       | 1939—1971      |
| Исфахан — Зерриншехр                             | 111       | 1969—1971      |
| Зеренд — Керман                                  | 80        | 1975—1979      |
| Бафк — Бендер-Аббас                              | 626       | 1982—1995      |
| Мешхед — Серахс (граница с Туркменией)           | 165       | 1993—1997      |
| Априн — Малеки                                   | 24        | 1993—1997      |
| Бад — Мейбод                                     | 254       | 1996—1998      |
| Чадормалу — Мейбод                               | 219       | 1992—1999      |
| Мохамеддие-2 — Мохамеддие-1                      | 6         | 1994—1999      |
| Априн — Мохамеддие-2                             | 122       | 1994—1999      |
| Ростамкала — Порт Амирабад                       | 25        | 1996—2001      |
| Керман — Бам                                     | 225       | 1999—2002      |
| Бафк — Торбете-Хейдерие                          | 800       | 1992—2004      |
| Бам — Захедан                                    | 546       | 2000—2009      |
| Исфахан — Шираз                                  | 506       | 2001—2009      |
| Торбете-Хейдерие — Хаф (рудник Санган)           | 146       | 2004—2010      |
| Хорремшехр — Шаламчех (граница с Ираком)         | 16        | 2009—2012      |
| Горган — Этрек (граница с Туркменией)            | 88        | 2009—2014      |
| Тегеран — Хамадан                                | 268       | 2001—2017      |
| Хаф — Шамтик (граница с Афганистаном)            | 78        | 2007—2017      |
| Эрак — Керманшах                                 | 267       | 2001—2018      |
| Мераге — Урмия                                   | 183       | 2003—2018      |
| Казвин — Решт                                    | 164       | 2006—2018      |

Важнейшие железные дороги, построенные после 2000 года: Керман — Бам — Захедан, Бафк — Мешхед (через Торбете-Хейдерие), Исфахан — Шираз. Продолжается строительство дороги Астара—Решт—Казвин.
Готов проект и технико-экономическое обоснование строительства железной дороги Иран—Армения. Длина железной дороги составит около 300 км, она будет состоять из мостов и 60 тоннелей и будет иметь 27 станций. Ожидается, что строительство продлится до 6 лет. Согласно документу, строительство может начаться в 2016 и закончиться в 2022 году.